# Cosmisoma scopulicorne
Cosmisoma scopulicorne är en skalbaggsart som först beskrevs av Kirby 1818.  Cosmisoma scopulicorne ingår i släktet Cosmisoma och familjen långhorningar. Inga underarter finns listade i Catalogue of Life.